# Jazente
Jazente is een plaats (freguesia) in de Portugese gemeente Amarante en telt 660 inwoners (2001).